# Nilla Pizzi
Adionilla Pizzi, detta Nilla (Sant'Agata Bolognese, 16 aprile 1919 – Milano, 12 marzo 2011) è stata una cantante e attrice italiana.
Fu la vincitrice del primo Festival di Sanremo nel 1951, con Grazie dei fiori. L'anno seguente si classificò prima, seconda e terza, rispettivamente con Vola colomba, Papaveri e papere e Una donna prega, registrando così un primato imbattuto. Nella sua carriera ha partecipato sette volte al Festival di Sanremo, presentando complessivamente trentuno brani, e partecipando altre tre volte come ospite e una come presentatrice: ha ottenuto due primi posti, quattro secondi posti, due terzi posti - tra cui un intero podio - e tre Premi alla Carriera (2000, 2003, 2010). In totale sono state undici le sue partecipazioni alla rassegna canora.
Era dotata di una voce dal caratteristico timbro caldo e corposo, che la rese a livello nazionale una delle cantanti di maggior successo del suo tempo, tanto da venire soprannominata la regina della canzone italiana.

## Biografia

### Gli inizi
Figlia di Angelo, agricoltore che curava anche la manutenzione stradale per conto del comune, e di Maria, sarta a domicilio, Nilla aveva due sorelle minori, Liliana e Denisa, le quali in seguito diedero vita a un laboratorio di maglieria molto rinomato in paese. Le toccò in sorte un nome di battesimo sbagliato, in seguito ad errore anagrafico, dato che avrebbe dovuto chiamarsi Dionilla, come una ragazza del paese che era stata violentata, uccisa e nascosta in un carro di fieno. Il processo che ne seguì fece grande clamore, e la nonna desiderava che se uno dei suoi figli avesse avuto una bimba onorasse la memoria della povera Dionilla. Il cognome Negrini, da più parti attribuito alla sua effettiva anagrafe, è stato da lei stessa giudicato un'inspiegabile leggenda metropolitana.
Dopo aver frequentato l'avviamento professionale, si impiegò dapprima come "piccinina" di sartoria, poi al panificio militare di Casaralta e infine come collaudatrice di apparecchi radio alla Ducati di Bologna. Prima ancora che nel mondo della canzone, la Pizzi si mise in evidenza nel campo delle rassegne di bellezza che, alla fine degli anni trenta, cominciavano a fare la loro apparizione. Partecipò al concorso Cinquemila lire per un sorriso, ideato nel 1939 dal pittore e grafico pubblicitario Dino Villani, concorso che fu in un certo senso l'antesignano della futura manifestazione Miss Italia (che prese avvio solo nel dopoguerra). Ma già la sera del 4 novembre 1938, appena diciannovenne, aveva debuttato in uno spettacolo per i soldati del 59º Fanteria di Bologna, organizzato per la festa delle Forze Armate.

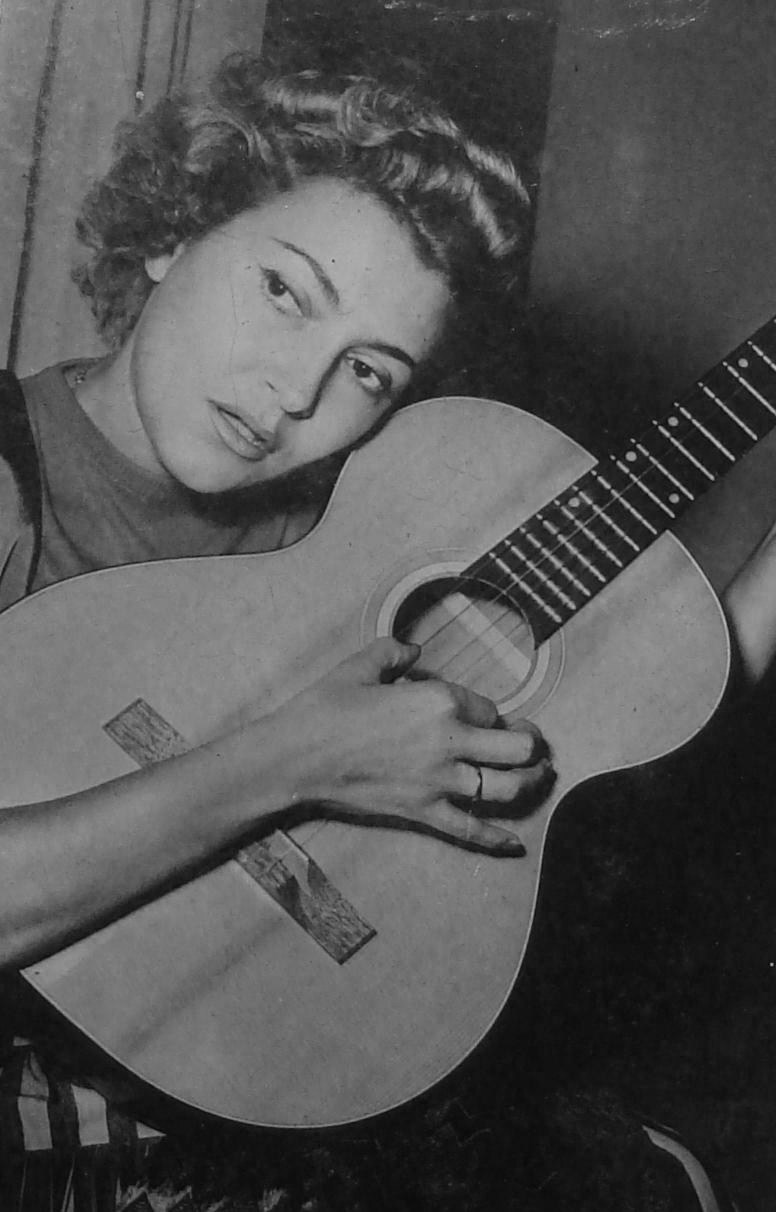
Nilla Pizzi nel 1939

Il 24 settembre 1940 sposò Guido Pizzi, un giovane manovale edile che, nonostante avesse il suo stesso cognome, molto diffuso nella zona, non era un suo parente. Pochi giorni dopo il matrimonio, il marito venne richiamato alle armi e la coppia si separò. Sempre nel 1940, tramite l'appoggio di uno zio ufficiale dell'esercito, iniziò a esibirsi negli spettacoli organizzati per le Forze Armate, facendosi addirittura eleggere mascotte del 35º Reggimento Fanteria di Bologna. Nel 1942 vinse, davanti a diecimila concorrenti, un concorso per Voci Nuove indetto dall'EIAR (la futura Rai), interpretando i brani Tu musica divina, successo di Alberto Rabagliati e Domani non m'aspettar, già cavallo di battaglia di Oscar Carboni. Iniziò ad esibirsi con l'orchestra Zeme, debuttando alla radio nello stesso anno, eseguendo il motivo Casetta fra le rose, composto da Guido Cergoli.
Passata nella formazione di Cinico Angelini, il 20 febbraio 1944 incise il suo primo disco per la Parlophon, duettando con Bruna Rattani in Valzer di primavera e accompagnando Elsa Peyrone in Ronda solitaria. Il 23 febbraio arrivò anche la sua prima canzone solista: Alba della vita (che la Pizzi però ha sempre negato di aver interpretato, sostenendo che si sia trattato di un errore della Parlophon sull'etichetta). Allontanata dalla radio dopo un giudizio negativo sentenziato dal maestro Tito Petralia nella primavera del 1944, a causa della sua voce considerata troppo sensuale ed esotica per il regime fascista, nella stagione 1945/1946 girò i teatri e le sale da ballo di tutta Italia, al seguito dell'orchestra del maestro Cinico Angelini, al quale si era nel frattempo legata anche sentimentalmente, ma si esibì anche con l'orchestra Gimelli e con quella della sala Gay di Torino.
Fece ritorno stabilmente alla radio nel 1946, con sé un contratto discografico che la legava alla Cetra; reclamata da La voce del padrone, che rivendicava un precedente contratto, fu costretta ad incidere utilizzando alcuni pseudonimi quali Isa Marletti, Ilda Tulli, Conchita Velez, Carmen Isa; alcuni dischi uscirono senza alcuna dicitura (come anonimi). Tutto questo fino al 1949, anno in cui la Pizzi poté finalmente tornare a incidere usando solo il proprio nome. Nonostante tutto, nel frattempo era diventata popolarissima, raccogliendo ampi consensi lanciando brani come Chico chico, Càe Càe (entrambe in duetto con Tony Stella), Ho lasciato il paese del cuore, Tchiou Tchiou, Oh papà!, Cocoricò (una delle prime composizioni di Renato Carosone, su testo di Giovanni D'Anzi, che si firma Notorius), Maria de Bahia (con Alfredo Clerici e Clara Jaione), Donde vien, donde vas? (con il Duo Fasano), La ultima noche, Dopo di te, O mama mama, Vivere baciandoti, È troppo tardi, Cantando, Ancora, La raspa, Acercate mas, Quizas quizas quizas, Samba del tranvai.
Nel periodo che va dal 1948 al 1950 cambiarono le tendenze e i gusti del pubblico, grazie all'affermazione dello stile latino americano imposto attraverso Hollywood da Xavier Cugat e Carmen Miranda, e quindi si diffusero anche in Italia brani al ritmo di samba, rumba, bayon, calypso e cha cha cha. Nilla Pizzi seppe destreggiarsi anche in brani allegretti grazie ad interpretazioni ironiche. Celebri anche i suoi duetti con il collega Luciano Benevene (con il quale, finito l'amore per Angelini, aveva imbastito una movimentata storia d'amore), che spaziano da canzoni come Bongo Bongo Bongo, Che si fa con le fanciulle? fino alla fortunatissima Avanti e indrè.

### Gli anni cinquanta: le vittorie a Sanremo e il grande successo

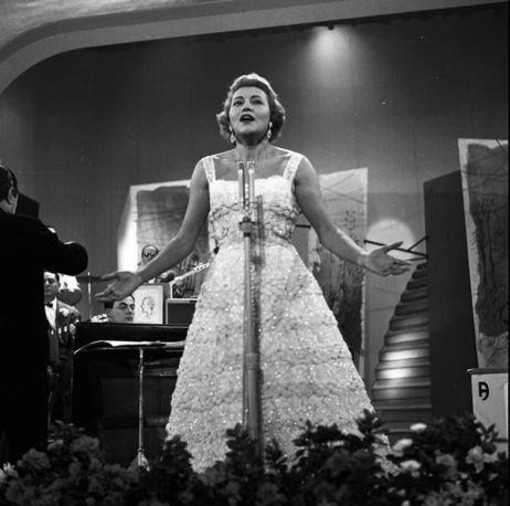
Nilla Pizzi interpreta Grazie dei fiori al 1º Festival di Sanremo (1951)

Il 1950 la vide interprete di numerosi motivi che si rivelarono subito altrettanti successi come Che bel fiulin, Nulla, scritta per lei da Casasco, contrabbasso dell'orchestra Angelini, Italia mia, Quiereme mucho. Nel 1951 vinse il primo Festival di Sanremo con Grazie dei fiori, piazzandosi anche seconda con La luna si veste d'argento, cantata in duetto con Achille Togliani. Grazie dei fiori venderà 36 000 copie a 78 giri, vero record per l'epoca. Nello stesso anno portò al successo la versione italiana della hit Cherry Pink (and Apple Blossom White), con il titolo Ciliegi rosa.
L'anno successivo trionfò nuovamente al Festival di Sanremo conquistando l'intero podio (primo, secondo e terzo posto) rispettivamente con Vola colomba, Papaveri e papere e Una donna prega, che rimane un record a tutt'oggi mai eguagliato da nessun altro cantante. Ad un articolo di Luca Goldoni, che però poi smentì, venne attribuita la definizione "la Regina della Canzone Italiana", titolo con cui passerà alla storia. Le sue canzoni segnarono un'epoca: Vola colomba accompagnava il ritorno di Trieste all'Italia mentre Papaveri e papere, con un testo che provocò anche l'intervento della censura a causa delle palesi allusioni politiche presenti al suo interno, vendette 75 000 copie, venne tradotta in oltre quaranta lingue (ne incise una storica versione pure il celebre tenore Beniamino Gigli), fece il giro del mondo e divenne ben presto un'evergreen della musica italiana, entrando nell'immaginario collettivo a tal punto che ispirerà anche un modo di dire, ovvero la locuzione "alto papavero", con cui ci si riferisce a una persona di grande importanza e potere; la canzone ispirò inoltre anche il titolo di un film del periodo, con protagonista Walter Chiari.
Nel 1952 nacque il Festival di Napoli, che vinse con Desiderio 'e sole in coppia con Franco Ricci, conquistando anche il terzo posto con Margellina, cantata in abbinamento con Sergio Bruni. Al Festival di Sanremo del 1953 si piazzò "solo" seconda con Campanaro presentata in coppia con Teddy Reno. Subito però si rifece con altre incisioni che ne confermarono l'alto successo: Me voy pa'l pueblo, Anema e core, El marinerito, Stelle e lacrime, Inganno, Malasierra (canzone di cui cura anche il testo), Padam padam, Non è la pioggia, Chérie, Mandolino napoletano, Duska, 'O ciucciariello, Mondina, Eternamente, Canzone appassionata, Statte vicino a me.
Nel frattempo riempì le cronache rosa la sua relazione con il cantante Gino Latilla, con il quale duettava in numerosi celebri motivi come Colpa del bajon, Col tricche-ballacche, El bajon, Amico tango, Volevo dir di no. Sostituita da Vittoria Mongardi al Festival di Sanremo del 1954, colpita dal tentato suicidio di Gino Latilla (dopo essere stato lasciato da lei), decise di cambiare casa discografica, rinnovando anche il suo look, dimagrendo e facendosi bionda.
Nello stesso periodo la Pizzi si diede anche al cinema, essendo protagonista di alcuni fortunati film popolari come la commedia Ci troviamo in galleria di Mauro Bolognini (dove recitava accanto a Carlo Dapporto e un'esordiente Sophia Loren), ed il melò strappalacrime Canzone appassionata (titolo che riprendeva la sua fortunata omonima canzone) di Giorgio Simonelli, entrambi usciti nel 1953.

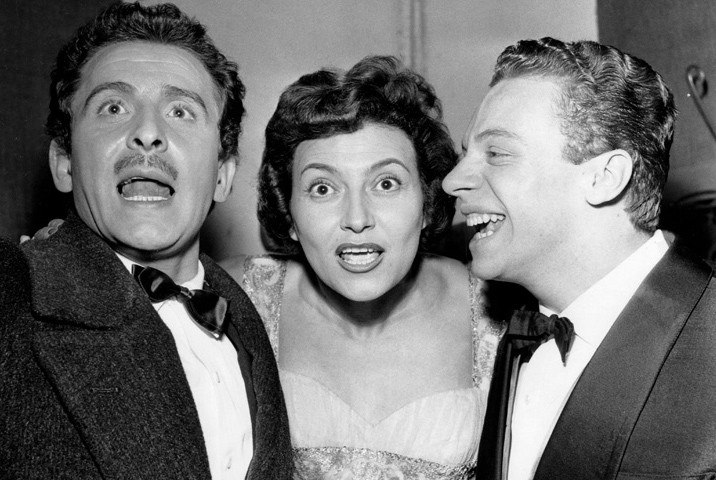
Domenico Modugno, Nilla Pizzi e Johnny Dorelli nel 1958

I suoi ammiratori fondarono in suo onore a Torino il primo fan club della storia della canzone italiana, chiamato Il salottino di Nilla. Nacque inoltre la moda delle "cartoNille", facsimile delle cartoline postali che recavano invece la scritta "cartonilla postale", con varie immagini della Pizzi incollate davanti, che i suoi fans si scambiavano per gli auguri natalizi e le comunicazioni sui suoi concerti. Nel 1954 lanciò alla Piedigrotta, sotto le stelle di Anacapri, la celeberrima Luna caprese, ricevendo ben otto richieste di bis; per tutto il mese di maggio inoltre diede il buongiorno ai radioascoltatori con il motivo O mese d'e rrose. L'anno successivo partecipò insieme a Teddy Reno e ad Alberto Talegalli alla rivista radiofonica musicale Rosso e nero di Corrado, ottenendo ampi successi.
Compì poi una fortunata tournée in America, partecipando a trasmissioni radiofoniche e televisive, incidendo dischi e trionfando con la canzone Croce di oro; il Progresso Italo-Americano di New York scrisse che il titolo di "Regina della Canzone Italiana" non era affatto una trovata pubblicitaria, bensì il giusto appellativo per la Pizzi. Nel 1957 vinse il Festival di Velletri con Dicembre m'ha portato una canzone in coppia con Nunzio Gallo; parallelamente trionfò al Festival della Canzone Siciliana con il motivo Sicilia bedda. Intraprese con Paolo Bacilieri una tournée in Russia, da cui portò in Italia i brani Kira e Podmoskovnye večera (che tradotta in italiano diventa Mezzanotte a Mosca), incisi con la Roman New Orleans Jazz Band di Carlo Loffredo. Nello stesso anno sposò segretamente ad Acapulco il chitarrista Carlo Porti, dal quale si separò pochi mesi dopo.
Nel 1957 fu protagonista sul Programma Nazionale della Rai (l'odierna Rai 1), diretta da Antonello Falqui, del varietà televisivo settimanale La regina ed io assieme a Franca Valeri, innovativo programma dove le due protagoniste, alternando numeri comici e musicali, invitavano stiliste, attrici ed altri personaggi femminili di spicco per un ironico salotto, antesignano dei moderni talk show. Nello stesso anno prese parte a due serie della rubrica pubblicitaria televisiva Carosello, pubblicizzando, insieme a vari altri attori e personaggi dello spettacolo, il brandy Grand Senior delle Distillerie Fabbri.
Nel 1958 tornò al Festival di Sanremo dove si piazzò seconda e terza, rispettivamente con L'edera e Amare un altro, abbinata rispettivamente a Tonina Torrielli e Gino Latilla (è l'unica cantante che riuscì a insidiare il boom di Domenico Modugno e Johnny Dorelli, vincitori con Nel blu dipinto di blu). Qualche mese dopo vinse l'edizione del 1958 di Canzonissima (con il brano L'edera). Nel 1959 vinse il Festival di Barcellona (in coppia con Claudio Villa che presentava Binario), il Premio della Critica del Festival della canzone italiana (con Adorami). Inoltre si piazzò terza al Festival di Napoli con Vieneme 'nzuonno, assieme a Sergio Bruni.

### Gli anni sessanta, settanta e ottanta
Nel 1960 ritornò al Festival di Sanremo ed entrò in finale con la canzone Colpevole in coppia con Tonina Torrielli che si classificò quarta, mentre venne eliminato dopo il primo ascolto il brano Perdoniamoci, ripetuto da Achille Togliani.
A partire da questo periodo, a seguito dell'avvento in Italia degli urlatori, del rock and roll e del beat, la Pizzi, da sempre legata alla canzone melodica tradizionale, venne di fatto messa da parte dai discografici. Anche se non riuscì più a riscuotere in Italia lo stesso successo avuto nei decenni precedenti, la cantante fu comunque in grado di ritagliarsi ancora un suo posto nel panorama musicale, sia italiano che internazionale, sotto l'egida della sua nuova casa discografica, la RCA Italiana, nel filone "revival-nostalgico" ed in quello "folkloristico" (incidendo brani in diversi dialetti regionali), ed inoltre partecipò molto spesso come ospite in varie trasmissioni televisive e radiofoniche in cui ripercorse la sua carriera, fino a pochi mesi prima del decesso.
Aprì un elegante night ad Acapulco chiamandolo Portofino, omaggiando Fred Buscaglione che era morto proprio in quel periodo. Tra i frequentatori del locale grossi nomi del calibro di Frank Sinatra, Sammy Davis jr., Curd Jürgens e Caterina Valente. Nel 1961 partecipò al Giugno della Canzone Napoletana. Nel 1962 si presentò al Primo Cantagiro dove cantò Un mondo per noi, senza arrivare in finale.
Nello stesso anno intraprese la prima di una serie trentennale di fortunate tournée in Australia, dove apparve anche alla TV locale. Nel 1964 fu tra i 42 partecipanti della prima edizione di Un disco per l'estate, con la canzone Abbronziamoci insieme, che però non riuscì ad arrivare alla finale.
Nello stesso anno partecipò, dimostrando grande autoironia, alla parodia televisiva de I tre moschettieri per il varietà Biblioteca di Studio Uno, diretto da Antonello Falqui e allestito dal Quartetto Cetra, interpretando la Regina Anna d'Austria, affiancando Claudio Villa che interpretava Re Luigi XIII.

Nilla Pizzi e Mina a Milleluci (1974)

Ricevette dal Governo libico il prestigioso premio Grande Cervo d'Oro e nel 1965 vinse il Festival di Sandrigo, in provincia di Vicenza, con il motivo in dialetto veneto Ti, te se timido. Nello stesso anno tornò a cimentarsi come attrice: diretta da Alberto Lattuada interpretò Sostrata nella riduzione cinematografica de La mandragola di Machiavelli, accanto a Totò, Romolo Valli, Rosanna Schiaffino e Philippe Leroy.
È del 1968 un'altra fortunata tournée negli Stati Uniti, durante la quale ebbe l'onore di esibirsi al fianco di Frank Sinatra, Ella Fitzgerald, Perry Como e Rosemary Clooney.
Nel 1970 incise l'album Scritte per me, con dodici brani firmati dai più grandi autori e compositori italiani del periodo come Pino Calvi, Carlo Donida, Bruno Pallesi, Leo Chiosso, Carlo Alberto Rossi fino allo scrittore Leonida Répaci e ai conduttori Pippo Baudo e Paolo Limiti. L'album segnò il passaggio alla sua nuova casa discografica: Équipe.
Nel 1972 il suo album Con tanta nostalgia vinse il Premio della Critica Discografica, allora molto ambito.
Nel 1978 partecipò come attrice al suo ultimo film: Melodrammore, unica regia cinematografica di Maurizio Costanzo.
Nel 1981 Gianni Ravera la chiamò a presentare il Festival di Sanremo, accanto a Claudio Cecchetto ed Eleonora Vallone; la Pizzi fu la madrina ufficiale della manifestazione nel trentesimo anniversario dalla prima edizione.
Dal 1986 al 1990 formò, assieme a Carla Boni, Gino Latilla e Giorgio Consolini, il gruppo Quelli di Sanremo, con il quale si esibì in numerose manifestazioni e incise anche un 33 giri nel 1989.
Nella stagione televisiva 1986-1987 condusse un programma L'allegro giovedì sulla televisione locale milanese Antenna 3 Lombardia, che come sigla aveva la canzone Un giorno all'italiana tratta dall'omonimo LP uscito nello stesso periodo. Dal 1988 al 1992 è stata conduttrice di un altro varietà televisivo locale trasmesso da una emittente televisiva romagnola, intitolato Romagna Mia.
Nel 1989 partecipò a C'era una volta il festival con Grazie dei fiori, in cui, pur non accedendo alla finale, le venne consegnata una targa-premio, assegnatale da una commissione, dove veniva riconosciuta Grazie dei fiori come canzone più bella dei primi 40 anni del Festival di Sanremo.

### Gli anni novanta
Nel 1990 partecipò nuovamente a C'era una volta il festival con Papaveri e papere in una nuova versione a swing, ma anche stavolta non riuscì ad accedere alla finale.
Nel 1992 le è stato attribuito il premio Personalità Artistica alla carriera.
In occasione del Festival di Sanremo 1994 fece parte del gruppo Squadra Italia, appositamente costituito per l'occasione, cantando il brano Una vecchia canzone italiana, classificatosi al diciannovesimo posto nella classifica finale. Fu questa la sua ultima partecipazione alla kermesse come cantante in gara.
Approfittando della sua notorietà e del suo carisma, soprattutto sugli anziani, nello stesso anno ha iniziato a comparire sul canale Rete Mia come imbonitrice di una serie di televendite di Piramidi della fortuna, ovvero piccole piramidi in rame che promettevano fortuna, amore e soluzione di tutti i problemi di salute. Tale piramide veniva venduta a un prezzo superiore alle 200.000 lire fino al 1995, quando un'indagine della Divisione Polizia Amministrativa e Sociale della Questura di Genova svelò la truffa che si nascondeva dietro a tale operazione commerciale (truffa a cui la Pizzi era totalmente estranea, in quanto usata solo come "specchietto per le allodole") e mise fine al tutto.
Nella stagione televisiva 1996-1997 fu ospite fissa del contenitore domenicale di Rai 1, Domenica in, presentato da Mara Venier.
Sempre a partire dal 1996, e fino al 2002, è stata inoltre ospite ricorrente (in alcune edizioni fu una presenza fissa) delle trasmissioni pomeridiane revival-nostalgiche di Paolo Limiti come E l'Italia racconta, Ci vediamo in TV, Alle due su Rai 1 e Ci vediamo su Raiuno.
Nell'autunno del 1997 ha partecipato come ospite fissa alla trasmissione del mezzogiorno di Canale 5 Ciao Mara, anch'essa condotta da Mara Venier, che però venne cancellata dopo un solo mese a causa dei bassi ascolti.

### Gli anni 2000

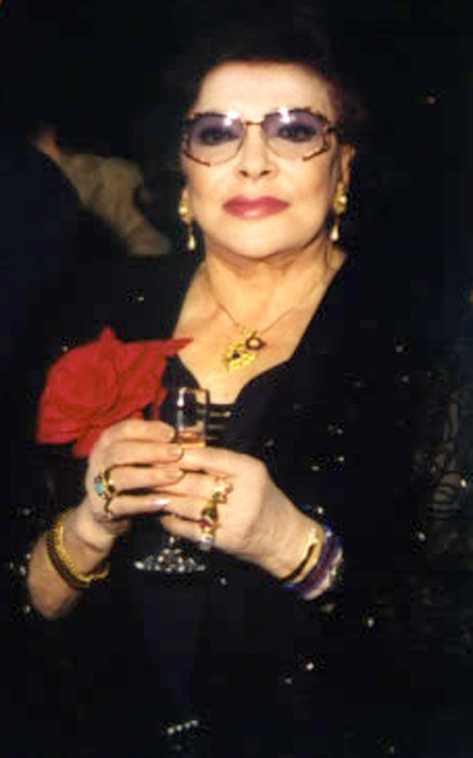
Nilla Pizzi negli anni duemila

Nel 2001 ha reinterpretato il brano Grazie dei fiori in chiave rap, assieme alla boy band 2080. Con lo stesso gruppo presentò il brano Io e te alla commissione selezionatrice del Festival di Sanremo 2002, ma il brano fu escluso dalla gara. Il 1º giugno 2002 il presidente della Repubblica Carlo Azeglio Ciampi la nominò Grande Ufficiale della Repubblica Italiana.
L'anno seguente, nel 2003, durante il Festival di Sanremo le venne assegnato il prestigioso Premio alla Carriera. Nello stesso anno tornò in sala di registrazione, incidendo l'album Insieme si canta meglio, che comprende dodici duetti con celebri nomi dello spettacolo quali Platinette, Valeria Marini, Don Backy, Mino Reitano, Patrizia Rossetti, Maria Teresa Ruta e altri. Nell'estate dello stesso anno, stupendo tutti, decise di partecipare a un tour estivo in tutta Italia accompagnata dalla star televisiva Platinette, un progetto presto interrotto a causa di problemi di salute. Colpita da una patologia vascolare, fu costretta a seguire un lungo periodo di riabilitazione, che la tenne lontano dal mondo dello spettacolo per un intero biennio.
Tornò sui suoi passi tra il 2005 e il 2006 apparendo ospite di altre trasmissioni televisive come Domenica in e Sanremo contro Sanremo. Nel 2006 incise un duetto assieme a Michele Paulicelli intitolato Vicino a chi se non a te, che risultò la sua ultima incisione. Il 2008 e il 2009 l'hanno vista tra i protagonisti dell'estate musicale di Ozzano dell'Emilia, dove si è esibita assieme a Giorgio Consolini, con il quale ha duettato anche nel settembre del 2008 a Capannori durante i festeggiamenti del 40º Anniversario dell'Associazione Lucchesi nel Mondo. Le voci divulgate da Lorena Bianchetti il 22 febbraio 2009 nel corso del programma Domenica in, circa un "peggioramento delle sue condizioni di salute", sono state ampiamente smentite. Nel giorno del suo 90º compleanno le sono arrivati gli auguri personali dell'allora presidente del Consiglio Silvio Berlusconi, e molti quotidiani e trasmissioni televisivi l'hanno omaggiata; Mina, nella sua rubrica all'interno del quotidiano La Stampa, ha scritto che: "Io ho imparato molto dalla sua voce, ed è giusto ammetterlo, finalmente".
Nel corso dei festeggiamenti annunciò l'uscita di un CD contenente canzoni e poesie, che però non fu mai realizzato, e una crociera tra le isole greche. Nilla Pizzi ha aderito ufficialmente al progetto "Amiche per l'Abruzzo". L'iniziativa è partita da Laura Pausini che ha organizzato insieme ad altre cinquanta cantanti italiane, tra cui la Pizzi, un concerto che si è tenuto il 21 giugno 2009 allo Stadio Giuseppe Meazza di Milano. Il ricavato della serata è andato alla ricostruzione in Abruzzo. Il 4 luglio 2009 Nilla Pizzi ha ritirato personalmente un premio alla carriera conferitole, durante la festa della decennale della squadra azzurra 2000, ad opera di Lele Mora. Il 14 agosto 2009 le è stato conferito un altro premio alla carriera ad Alassio da parte del comune di Sanremo. In settembre è stata nuovamente in tournée in crociera sul Mediterraneo assieme al collega Giorgio Consolini. Nilla Pizzi ha fatto un inatteso ritorno in televisione durante la trasmissione televisiva Domenica Cinque condotta da Barbara D'Urso, il 15 novembre 2009, apparendo in un collegamento in diretta dalla casa di Lele Mora, dove la Pizzi era invitata insieme ad altri colleghi e amici, tra cui Loredana Bertè.

### Gli anni 2010-2011: Sanremo e il nuovo album postumo
Nel febbraio 2010 fu ospite durante la terza serata del sessantesimo Festival di Sanremo, dopo l'omaggio tributatole da Carmen Consoli, che sul palco ha interpretato Grazie dei fiori: la Pizzi, accompagnata sul palco da quattro giovani, ha accennato il ritornello di Vola colomba dimostrando di avere ancora un'intonazione perfetta e di aver mantenuto la sua caratteristica voce bruna e ferma. Subito dopo, la cantante è stata insignita del premio Città di Sanremo.
Il 28 febbraio 2010 Nilla Pizzi ha partecipato, in qualità di ospite, al Carnevale di Cento, dove è salita sul palco intonando alcune delle sue più famose canzoni. Nel numero di marzo 2010 della rivista musicale Musica leggera venne pubblicata una lunga intervista, rilasciata dalla Pizzi ad Enzo Giannelli, in cui la cantante raccontava le fasi principali della sua carriera; questa risulterà essere l'ultima intervista ufficiale rilasciata dalla cantante. Il 29 marzo 2010 è apparsa come ospite della trasmissione televisiva condotta da Paolo Limiti Minissima 2010, trasmessa in prima serata su Rai 2 per celebrare i settant'anni di Mina. Durante la serata la Pizzi ha cantato dal vivo e ha ricordato il suo duetto a Milleluci con Mina in cui cantarono Papaveri e papere.
Il 9 luglio 2010, accompagnata dal suo agente Lele Mora, ha inaugurato la terza edizione del Padova Pride Village, e, aiutata dalla cantautrice Giovanna Nocetti, ha intonato i ritornelli di Vola colomba e Papaveri e papere. Nell'agosto 2010, insieme al collega Giorgio Consolini, ha partecipato ancora una volta ai festeggiamenti dell'Estate di Ozzano.
Pochi mesi prima della morte aveva iniziato i lavori per un nuovo album.

### La morte
Nilla Pizzi morì la mattina del 12 marzo 2011 all'età di 91 anni, nella casa di cura Capitanio di Milano, dove era ricoverata in seguito ad un intervento. Nella stessa clinica il 13 e 14 marzo 2011 è stata allestita la camera ardente, mentre i funerali della cantante si sono tenuti il 15 marzo 2011 a Milano, nella basilica di Santa Eufemia. Negli stessi giorni è stato indetto il lutto cittadino a Sant'Agata Bolognese, suo paese natale. Dopo la cremazione, il 16 marzo le ceneri di Nilla Pizzi sono state tumulate nella cappella di famiglia nel cimitero di Sant'Agata Bolognese, dove sono sepolti i suoi genitori.

## Partecipazioni al Festival di Sanremo
- 1951
  - Grazie dei fiori - primo posto
  - La luna si veste d'argento con Achille Togliani - secondo posto
  - Eco tra gli abeti con Achille Togliani - quinto posto
  - La margherita con il Duo Fasano - ottavo posto
  - È l'alba - Non finalista
  - Ho pianto una volta sola - non finalista
  - Mia cara Napoli - non finalista
  - Notte di Sanremo - non finalista
  - Tutto è finito - non finalista
- 1952
  - Vola colomba - primo posto
  - Papaveri e papere - secondo posto
  - Una donna prega - terzo posto
  - Nel regno dei sogni - decimo posto
  - Buonanotte ai bimbi del mondo con il Duo Fasano - non finalista
  - Il valzer di Nonna Speranza con il Duo Fasano - non finalista
  - Ninna nanna dei sogni perduti - non finalista
- 1953
  - Campanaro abbinata a Teddy Reno - secondo posto
  - Sussurrando buonanotte abbinata a Teddy Reno - ottavo posto
  - Papà pacifico abbinata a Teddy Reno - decimo posto
  - Canto della solitudine abbinata a Teddy Reno - non finalista
  - L'altra abbinata a Flo Sandon's - non finalista
- 1958
  - L'edera abbinata a Tonina Torrielli - secondo posto
  - Amare un'altra abbinata a Gino Latilla - terzo posto
  - Giuro d'amarti così abbinata a Claudio Villa - quinto posto
  - La canzone che piace a te cantata insieme a Aurelio Fierro abbinata a Claudio Villa cantata con il Duo Fasano - non finalista
- 1959
  - Sempre con te abbinata a Fausto Cigliano - sesto posto
  - Adorami abbinata a Tonina Torrielli - non finalista
  - Il nostro refrain abbinata a Tonina Torrielli - non finalista
- 1960
  - Colpevole abbinata a Tonina Torrielli - quarto posto
  - Perdoniamoci abbinata a Achille Togliani - non finalista
- 1981
  - Come presentatrice assieme a Claudio Cecchetto ed Eleonora Vallone
- 1994
  - Una vecchia canzone italiana - come membro del gruppo Squadra Italia - diciannovesimo posto
- 2000
  - Come ospite le viene assegnato un premio dai conduttori Fabio Fazio e Luciano Pavarotti per i 50 anni dalla sua prima vittoria
- 2003
  - Come ospite e le viene consegnato il premio alla carriera città di Sanremo
- 2010
  - Come ospite e le viene consegnato per la seconda volta il premio alla carriera città di Sanremo, inoltre accenna le canzoni con le quali ha vinto i primi due festival: Grazie dei fiori e Vola colomba

## Discografia parziale
La discografia di Nilla Pizzi è basata su quella ricostruita da Enzo Giannelli

### 78 giri
- 1944 – Ronda solitaria/Valzer di primavera (Parlophon, C 8063; lato A con Elsa Peyrone; lato B con Bruna Rattani)
- 1944 – Alba della vita/Guarda un po' (Parlophon, C 8067; lato A debutto come solista[19]; lato B cantato da Dea Garbaccio)
- 1944 – Quel mazzolin di fiori/Tulipano d'oro (Parlophon, C 8069; prima incisione completamente sua in entrambi i lati)
- 1944 – Verrà/L'alpino sogna (Cetra, DC 4345; lato A con Dea Garbaccio; lato B cantato da Alfredo Clerici)
- 1946 – Prisionero del mar/Mi sueño azul (La voce del padrone, AV 785)
- 1946 – La barchetta in mezzo al mar/Dove sta Zazà (La voce del padrone, AV 794; entrambi i brani con Tony Stella)
- 1946 – Chimera/Tchiou Tchiou (La voce del padrone, AV 804)
- 1946 – Harlem notturno/Ho lasciato il paese del cuor (La voce del padrone, HN 2136, solo lato B; lato A strumentale, orchestra del maestro Cinico Angelini, con Dino Panichi al sax solista)
- 1946 – Voglio amarti così/Antico sogno blu (Fon, FP 1013; inciso come Isa Merletti)
- 1946 – Dimenticarti/Ho lasciato il paese del cuor (Fon, FP 1014; inciso come Isa Merletti)
- 1946 – Voglio amarti così/Antico sogno blu (Mayor, Mr 1055; ristampa di FP 1013; inciso come Isa Merletti)
- 1946 – Dimenticarti/Ho lasciato il paese del cuor (Mayor, Mr 10565; ristampa di FP 1014; inciso come Isa Merletti)
- 1947 – Cica Cica Bum/Cadrà cadrà (La voce del padrone, HN 2152; con Tony Stella)
- 1947 – Rumba azul/Bumble Boogie (La voce del padrone, HN 2301)
- 1947 – La cumparsita/Gelosia (Cetra, DC 4708; inciso con la denominazione Ilda Tulli)
- 1947 – Chico Chico/Tutta la vita (Cetra, DC 4710; lato A inciso come Conchita Velez, insieme a Tony Stella che usa lo pseudonimo Ramon Monteiro; lato B inciso con la denominazione Ilda Tulli)
- 1948 – Oh papà/Sul mare luccica (Cetra, DC 4792)
- 1948 – La ultima noche/Armonie in ombra - Verde luna (Cetra, DC 4827; lato B di Elio Lotti)
- 1948 – Il monello/La vita è rosa (Cetra, DC 4793)
- 1948 – A Ka-li-ka-li-ko/Se tu m'ami non so (Cetra, DC 4795; lato A con Antonio Basurto, lato B con Alfredo Clerici)
- 1948 – Cocoricò/Maria de Bahia (Cetra, DC 4796)
- 1948 – La Chupeta/Mi Triste Corazon (Cetra, DC 4821)
- 1948 – In fondo al cuore/Canzone d'autunno (Cetra, DC 4825)
- 1948 – O mama mama/Dopo di te (Cetra, DC 4833; lato A con Duo Fasano)
- 1948 – Vivere baciandoti/Perché non sognar (Cetra, DC 4834)
- 1948 – Clopin clopan/Serenata delle campane (Cetra, DC 4842)
- 1948 – Mañana por la Mañana/Corumba (Cetra, DC 4843; lato A con il Duo Fasano; lato B con Luciano Benevene e il Duo Fasano)
- 1949 – Bongo bongo/Bonghi alla batteria (Cetra, DC 4891; lato A con il Duo Fasano e Luciano Benevene; lato B solo il Duo Fasano)
- 1949 – È troppo tardi/Sognami (Cetra, DC 4894)
- 1949 – Esclava/Dance avec moi (Cetra, DC 4896; con Luciano Benevene)
- 1949 – Panorama di Napoli/Laguna addormentata (Cetra, DC 4920)
- 1949 – T'aspetto a Margellina/Ancora (Cetra, DC 4968)
- 1949 – Qualcosa in Perù/Avanti e indré (Cetra, DC 4969; con Luciano Benevene e Gigi Beccaria)
- 1949 – Acquarello napoletano/Un violino nel mio cuore (Cetra, DC 4972;
- 1949 – Occhi languidi/Non aspetto nessuno (Cetra, DC 4988)
- 1949 – Di più/Piccolo abat jour (Cetra, DC 4989)
- 1949 – Samba spensierata/Rumba di primavera (Cetra, DC 5005; con il Duo Fasano)
- 1949 – Luna sobre el Yaragua/Dolce Francia (Cetra, DC 5047)
- 1949 – Acercate más/Quizás, quizás, quizás (Cetra, DC 5048)
- 1949 – Questa notte saprò/Que Será De Mi? (Cetra, DC 5067)
- 1950 – Il caracol/Ba-tu-ca-da (Cetra, DC 5121; entrambi i brani con il Duo Fasano)
- 1950 – Noche de ronda/Nulla (Cetra, DC 5149)
- 1950 – Baciami Jeni/Il piccolo navio (Cetra, DC 5473; lato A cantato da Achille Togliani e lato B cantato con Duo Fasano))
- 1950 – Ciliegi rosa/Andalusa (Cetra, DC 5202)
- 1950 – Il canarino/M'ha detto una conchiglia (Cetra, DC 5215;)
- 1950 – Questo è l'amore/L'amore bibbidi bobbidi bu (Cetra, DC 5238; lato B cantato dal Duo Fasano)
- 1951 – Me voy pa'l Pueblo/Ciquita Bacana (Cetra, DC 5240; entrambi i brani con il Duo Fasano)
- 1951 – Grazie dei fiori/Sorrentinella (Cetra, DC 5262; lato B cantato dal Duo Fasano)
- 1951 – Serenata a nessuno/La luna si veste d'argento (Cetra, DC 5263; lato A cantato dal solo Achille Togliani; lato B cantato insieme dalla Pizzi e da Togliani)
- 1951 – Eco fra gli abeti/Al mercato di Pizzighettone (Cetra, DC 5265; lato A cantato con Achille Togliani; lato B cantato dal Duo Fasano e Achille Togliani)
- 1951 – Notte di Sanremo/La margherita (Cetra, DC 5296; lato B con il Duo Fasano)
- 1951 – Ho pianto (una volta sola)/Oro di Napoli (Cetra, DC 5298; lato B cantato dal Duo Fasano)
- 1951 – Mani che si cercano/Tutto è finito (Cetra, DC 5299; lato A cantato da Achille Togliani)
- 1951 – È l'alba/Mai più (Cetra, DC 5300; lato B cantato da Achille Togliani)
- 1951 – La gavottina dei nonni/Nulla cambierà (Cetra, DC 5301; lato B cantato dal Duo Fasano)
- 1951 – Ancora/Con te sempre restar (Cetra, DC 5302)
- 1951 – Settembre/Inno all'amore (Cetra, DC 5304)
- 1951 – Anema e core/Mandolino mandolino a Santa Lucia (Cetra, DC 5328; lato B con Achille Togliani)
- 1951 – El Marinerito/Un cinese a Napoli (Cetra, DC 5330; lato A con il Duo Fasano; lato B cantato dal Duo Fasano)
- 1951 – Misa De Las Once/Tabù (Cetra, DC 5331; lato b con il Duo Fasano)
- 1951 – Triste sogno/Fleur d'amour (Cetra, DC 5341)
- 1951 – Triste sogno/Anema e core (Cetra, DC 5360)
- 1952 – Ultime foglie/Clarita (Cetra, DC 5394; entrambi i brani con il Duo Fasano)
- 1952 – Una donna prega/Madonna delle rose (Cetra, DC 5463; sul lato B Oscar Carboni)
- 1952 – Vola colomba/Papaveri e papere (Cetra, DC 5465)
- 1952 – Valzer di nonna Speranza/Ninna nanna ai sogni perduti (Cetra, DC 5471)
- 1952 – Vola colomba/L'attesa (Cetra, DC 5472; lato B cantato da Gino Latilla)
- 1952 – Papaveri e papere/Due gattini (Cetra], DC 5473; lato B cantato da Duo Fasano)
- 1952 – Via Veneto/Silvia (Cetra, DC 5477; lato B cantato da Achille Togliani)
- 1952 – Alla solita ora/Malasierra (Cetra, DC 5559;
- 1952 – Inganno/Acquiolo (Cetra, DC 5618; lato A cantato da Gino Latilla)
- 1952 – Notte delle Hawai (lato A cantato con Gino Latilla)
- 1953 – Campanaro/Povero amico mio (Cetra, DC 5668; lato B cantato da Gino Latilla)
- 1953 – Vecchio scarpone/Papà pacifico (Cetra, DC 5669; lato A cantato da Gino Latilla)
- 1953 – El abaion/'O ciucciarello (Cetra, DC 5696; lato A cantato da Gino Latilla)
- 1953 – Amico tango/Duska (Cetra, DC 5698; lato A cantato da Gino Latilla)
- 1953 – Sugar busch/Volevo dir di no (Cetra, DC 5700; entrambi i lati cantati con Gino Latilla)
- 1953 – Col tricche ballacche/Sugar busch (Cetra, DC 5788; entrambi i lati cantati con Gino Latilla)
- 1953 – Se nel mio cuore leggerai/Eternamente (Cetra, DC 5802)
- 1954 – Tutte le mamme/Con te (Cetra, DC 5977)
- 1955 – Se nel mio cuore leggerai/Eternamente (Cetra, DC 5802)
- 1955 – Lacrime e solitudine/Palma di Maiorca (RCA Italiana, A25V 0081)
- 1955 – Gelsomina/Johnny Guitar (RCA Italiana, A25V 0137)
- 1955 – È tanto bello/Amo Parigi (RCA Italiana, A25V 0224)
- 1955 – Arrivederci Roma/Fiume d'argento (RCA Italiana, A25V 0288)
- 1956 – Madonnina delle lacrime/Croce d'oro (RCA Italiana, A25V 0420)
- 1956 – Amapola/La spagnola (RCA Italiana, A25V 0431)
- 1956 – Amami se vuoi/Il bosco innamorato (RCA Italiana, A25V 0452)
- 1956 – Aprite le finestre/Due teste sul cuscino (RCA Italiana, A25V 0454)
- 1956 – La vita è un paradiso di bugie/Nota per nota (RCA Italiana, A25V 0455)
- 1956 – Ti sognerò/L'amore è una cosa meravigliosa (RCA Italiana, A25V 0460)
- 1957 – Fragole e cappellini/Giuro d'amarti così (RCA Italiana, A25V 0649)

### 45 giri
- 1955 – 'Na voce 'na chitarra e 'o poco 'e luna/Accarezzame (RCA Italiana, N 0230)
- 1955 – Arrivederci Roma/Fiume d'argento (RCA Italiana, N 0288)
- 1955 – Maruzzella/Suspiranno mon amour (RCA Italiana, N 0332)
- 1955 – Le Rififi/Serenata romantica (RCA Italiana, N 0333)
- 1956 – Croce di oro/Madonnina delle lacrime (RCA Italiana, N 0420)
- 1956 – L'amore è una cosa meravigliosa/Dream (RCA Italiana, N 0460)
- 1956 – Dicembre m'ha portato una canzone/Il mondo dei sogni (RCA Italiana, N 0570)
- 1957 – A mi nada me importa/Delirio (RCA Italiana, N 0600)
- 1957 – Malinconico autunno/Serenatella 'e maggio (RCA Italiana, N 0602)
- 1957 – Napule sole mio/'Nnamurate dispettuse (RCA Italiana, N 0603)
- 1957 – Chella 'lla/Serenatella sciuè sciuè (RCA Italiana, N 0608)
- 1957 – Lazzarella/Guaglione (RCA Italiana, N 0609)
- 1957 – Il baffo alla Menjou/Tammorre 'e notte (RCA Italiana, N 0621)
- 1957 – Disperatamente/Tricche tri-Tricche tra (RCA Italiana, N 0622)
- 1957 – Dasvidania Mosca/Kira (RCA Italiana, N 0632)
- 1957 – Rocce rosse/La Borricana (RCA Italiana, N 0635)
- 1957 – La Marianna cha cha cha/Maria Canaria (RCA Italiana, N 0636)
- 1957 – Domenica è sempre domenica/Il vagabondo (RCA Italiana, N 0638)
- 1957 – Sentite a 'mme/Polca Brasiliana (RCA Italiana, N 0639)
- 1957 – Un angelo è sceso a Brooklyn/Mai più (RCA Italiana, N 0640)
- 1957 – Non lo saprai mai/Mi arrendo al tuo amore (RCA Italiana, N 0641)
- 1958 – Tutte le mamme/O mein papà (Cetra, SP 388)
- 1958 – Ti scrivo e piango/A tu per tu (RCA Italiana, N 0646)
- 1958 – L'edera/Nel blu dipinto di blu (RCA Italiana, N 0647)
- 1958 – La canzone che piace a te/Amare un altro (RCA Italiana, N 0648)
- 1958 – Fragole e cappellini/Giuro d'amarti così (RCA Italiana, N 0649)
- 1958 – L'edera/Timida serenata (RCA Italiana, N 0650)
- 1958 – Al chiar di luna porto fortuna/With All My Heart (RCA Italiana, N 0735)
- 1958 – Marjolaine/Vivo d'amore'' (I live of love) (RCA Italiana, N 0764)
- 1958 – Malasierra/Amico tango (Fonit Cetra, SP 178; lato B cantato insieme a Gino Latilla)
- 1958 – La vie en rose/Ciliegi rosa (Fonit Cetra, SP 220; lato A cantato da Alberto Rabagliati)
- 1959 – Il nostro refrain/Tua (RCA Italiana, N 0783)
- 1959 – Adorami/Nessuno (RCA Italiana, N 0784)
- 1959 – Abbracciami (Il musichiere, N 20093), disco flexy
- 1959 – Sempre con te/Né stelle né mare (RCA Italiana, N 0785)
- 1959 – Ascolta mamma/È come un cucciolo (RCA Italiana, N 0818)
- 1959 – La foule/Le ore (RCA Italiana, N 0819)
- 1959 – Vieneme 'nzuonno/Cerasella (RCA Italiana, N 0847)
- 1959 – Solitudine/Ammore celeste (RCA Italiana, N 0849)
- 1959 – Les gitans/La pioggia cadrà (RCA Italiana, N 0901)
- 1959 – Tutte le mamme/O mein papà (Fonit Cetra, SP 388)
- 1959 - Bianco Natale/Notte silente (RCA)
- 1960 – Colpevole/Splende il sole (RCA Italiana, N 1018)
- 1960 – Perdoniamoci/Il mare (RCA Italiana, N 1019)
- 1961 – Al di là/Il mare nel cassetto (Titanus, Tld 5006)
- 1961 – Come sinfonia/Lady Luna (Titanus, Tld 5007)
- 1961 – I dolci inganni/Non dimenticarmi troppo presto (Titanus, Tld 5008)
- 1961 – Uno a te, uno a me/La mia felicità (Titanus, Tld 5009)
- 1961 – Ammore senza fine/Notte 'ncantata (Titanus, Tld 5016)
- 1961 – Donde estas corazon/Suspiro (Titanus, Tld 5023)
- 1962 – Un mondo per noi/Il nostro romanzo (Sprint, Sp A 5033)
- 1963 – Fiori/Sanremo la nuit (SIR, TS 9022)
- 1964 – Come potrei dimenticarti/E se domani (SIR, TS 9026)
- 1964 – Vola colomba/Maria de Bahia SIR, TS 9027)
- 1964 – Spazzacamino/Tango delle rose (SIR, TS 9028)
- 1964 – Papaveri e papere/Johnny Guitar (SIR, TS 9029)
- 1964 – Grazie dei fiori/Marjolaina (SIR, TS 9030)
- 1964 – O sole mio/Senza te (SIR, TS 9031)
- 1964 – Croce di oro/Romantica città (SIR, TS 9032)
- 1964 - Forza Toro/Ti voglio dire... (La verità) (SIR)
- 1964 - E più ti amo/È più dolce (SIR)
- 1964 - Una notte così/Non ti perdonerò (SIR)
- 1964 – Abbronziamoci insieme/La canzone dell'estate (SIR, TS 9040)
- 1964 – La ballata del carcerato/Noche a Vera Cruz (Pig, PI 7149)
- 1965 – Tu sei timido/Marieta monta in gondola (Pig, PI 7203)
- 1966 – Dopo di noi/Resta come sei (BDM, PA 45001)
- 1967 – Mi chiedo perché/Le cose che non diciamo mai (BDM, PA 45004)
- 1969 – Tzigana/Le scimmiette del Brasile (Équipe, EQS 1)
- 1969 – Nannì (Una gita a li castelli)/Le signorine da marito (Équipe, EQS 2)
- 1969 – Tango delle rose/Nilo blu (Équipe, EQS 3)
- 1969 – Ninna nanna delle 12 mamme/Sotto il cielo delle Antille (Équipe, EQS 4)
- 1969 – Creola/Cocottina (Équipe, EQS 5)
- 1969 – Tango della malavita/Tutte le donne fanno così (Équipe, EQS 6)
- 1971 – Bambino/Mi piace la gente (Équipe, EQ 0129)
- 1974 - L'edera/Sogno (Ariston Records)
- 1984 - Ci dovranno seguire.../Questo matrimonio...

### 33 giri - 25 cm
- 1953 – Nilla Pizzi, Angelini e la sua orchestra (Cetra, LP 1)
- 1954 – Nilla Pizzi con Angelini e la sua orchestra (Cetra, LPA 15)
- 1954 – Otto canzoni... e la sua voce (RCA Italiana, A10V 0009)
- 1954 – Nei festival della canzone di San Remo (Cetra, LPA. 11)
- 1955 – Stella d'o mare (RCA Italiana, A10V 0036)
- 1956 – Sanremo 1956 (RCA Italiana, A10V 0080)
- 1956 – Fiori dall'Italia (RCA Italiana, A10V 0049)
- 1957 – Sanremo 1957 (RCA Italiana, A10V 0085; con Paola Orlandi ed Emilio Mauro)

### 33 giri - 30 cm
- 1957 – Rendez-vous with Nilla (RCA Italiana, LPM 1534)
- 1958 – 1958 Nilla Pizzi a Sanremo (RCA Italiana, LPM 10012)
- 1958 – La regina dei festivals (RCA Italiana, LPM 10023)
- 1958 – Nilla Pizzi nel mondo (RCA Italiana, LPM 10024)
- 1958 – II Sagra della Canzone Nova, Assisi 1958 (RCA Italiana, LPM 10030) - Madonnina di casa mia (A1), I pulcini (A7), Suona l'angelus (B1), Jerusalem (B6)
- 1959 – 20 canzoni di Sanremo '59 (RCA Italiana, LPM 10038; con Teddy Reno e Miranda Martino)
- 1959 – Napoli '59. Le 20 canzoni del festival (RCA Italiana, LPM 10060; con Teddy Reno, Elio Mauro, Stella Dizzy e Miranda Martino)
- 1961 – Love in Portofino (Titanus, TMS 1001)
- 1963 – Se 'l mare fosse tocio... (IPM, LIP 311; con Lia Scutari; ristampato in seguito con il titolo Venezia canta)
- 1963 – Nilla Pizzi canta... (SIR, LDS 101)
- 1963 – ...son rose rosse (Fonit Cetra, LPP 14)
- 1964 – La vie en rose... (Fonit Cetra, LPP 23)
- 1964 – Nilla Pizzi la regina della canzone (RCA Italiana, PML 10389)
- 1968 – La regina della canzone (Joker, SM 3187)
- 1969 – Le canzoni degli anni 20 (Équipe, EQLP 1003)
- 1970 – Scritte per me (Équipe, EQLP 1005)
- 1972 – Con tanta nostalgia (Équipe, EQLP 1006)
- 1974 – Nilla tango (Ariston Records, AR/LP 12177)
- 1975 – Nilla Pizzi e i suoi grandi successi (Ariston Records)
- 1975 – La regina del liscio (RCA Italiana, TPL 1-1098)
- 1980 – Nilla Pizzi (Pass Port, PPS 11 120)
- 1981 – Certo ce invidiano (Bazar) con Giorgio Consolini
- 1982 – ...Oggi (Ricordi)
- 1983 – Viva Nilla (Intensity)
- 1984 – Nillamix (Green Records, GRNL 001)
- 1985 – Una lady che sogna (NAR International)
- 1987 – Un giorno all'italiana (NAR International)
- 1987 – Quelli di Sanremo con Carla Boni, Giorgio Consolini e Gino Latilla

### EP
- 1954 – Souvenir d'italie/'Nu quarto 'e luna/Autunno in Roma/Arrivederci Roma (RCA Italiana, A72V 0018)
- 1955 – L'amore è una cosa meravigliosa/Dream/L'ultima volta che vidi Parigi/Senza catene (RCA Italiana, A72V 0043)
- 1955 – Fontana di Trevi/Trinità dei monti/Una gita a li castelli/Arrivederci Roma (RCA Italiana, A72V 0050) (il primo brano è cantato da Katyna Ranieri)
- 1955 – Maruzzella/Me so 'mbriacato 'e sole/I te vurria vasà/Scapricciatello (RCA Italiana, A72V 0051) (il quarto brano è cantato da Katyna Ranieri)
- 1956 – Oro niro/Che m'è 'mparato a ffa/Mi tristeza/Un mundo raro (RCA Italiana, A72V 0097)
- 1957 – Avevo solo te/Ave Maria/Amiamoci così/A mi nada me importa (RCA Italiana, A72V 0135)
- 1957 – Malinconico autunno/Serenatella 'e maggio/Napule sole mio/'nnammurate dispettuse (RCA Italiana, A72V 0136)
- 1957 – Il baffo alla Menjou/Tammorre 'e notte/Disperatamente/Tricche tri-tricche tra (RCA Italiana, A72V 0178)
- 1957 – Dasvidania Mosca/Bucarest/Racconta la leggenda/Kira (RCA Italiana, A72V 0207)
- 1958 – Amare un altro/Giuro d'amarti così/L'edera/La canzone che piace a te (RCA Italiana, A72V 0229)
- 1958 – Nel blu dipinto di blu/Timida serenata/fragole e cappellini/Mille volte (RCA Italiana, A72V 0230)
- 1959 – Il nostro refrain/Nessuno/Adorami/Sempre con te (RCA Italiana, EPA 10038 2)
- 1960 – Nostalgia (RCA Italiana, EPA 10038 2)
- 1970 - O mama mama!/Campanaro/Tutte le mamme/Ciliegi rosa (Fratelli Fabbri Editori, CaI 44)

### CD e musicassette
- 1982 – ...Oggi
- 1983 – Viva Nilla (Intensity)
- 1984 – Nillamix
- 1985 – Una lady che sogna (NAR International)
- 1987 – Un giorno all'italiana (NAR International)
- 1988 – Quelli di Sanremo con Carla Boni, Gino Latilla e Giorgio Consolini (Bebas Record)
- 1988 – I grandi successi vol.1
- 1990 – I grandi successi vol.2
- 1991 – I grandi successi vol.3
- 1992 – I grandi successi vol.4
- 1993 – Musica mediterranea
- 1994 – Una vecchia canzone italiana (con il gruppo Squadra Italia)
- 1996 – Donne italiane
- 1997 – Quelli di Sanremo, ristampa dell'album del 1987 con Carla Boni, Gino Latilla e Giorgio Consolini
- 1999 – Il mare di settembre
- 2002 – La novità
- 2002 – Nilla Pizzi (Replay Music, RMCD 4213)
- 2003 – Insieme si canta meglio
- 2006 – Vicino a chi se non a te                     (in collaborazione con Michele Paulicelli nel suo album: "Ora Et Labora, storie e miracoli di San Benedetto")
- 2011 – Non sono sogni, ultimo singolo inedito. Pubblicato inizialmente nel 2016 come "duetto" postumo con la cantante Kelly Joice. La versione originale, con la sola voce di Nilla Pizzi è stata rilasciata nel febbraio 2024.

## Discografia fuori dall'Italia

### Album
- 1955 – La reina de la canción italiana (RCA, 3L10043; pubblicato in Spagna
- 1955 – Queen of Italian Song (RCA Victor, LPM-1143, con l'orchestra di Armando Trovajoli; pubblicato negli Stati Uniti)
- 1956 – Love Me if You Want To (RCA Victor, LPM-1378, con l'orchestra di Walter Colì; pubblicato negli Stati Uniti)
- 1957 – Rendezvous with Nilla (RCA Victor, LPM-1534, con l'orchestra di Walter Colì; pubblicato negli Stati Uniti d'America ed in Canada)
- 1958 – Songs from the Italian Riviera (RCA Victor, LPM-1613)
- 1959 – A través del mundo con Nilla Pizzi (RCA, 3L12041)

## Filmografia

### Cinema
- Il microfono è vostro, regia di Giuseppe Bennati (1951)
- Pentimento, regia di Mario Costa (1952)
- Ergastolo, regia di Luigi Capuano (1952)
- Solo per te Lucia, regia di Franco Rossi (1952)
- Giovinezza, regia di Giorgio Pàstina (1952)
- Rosalba, la fanciulla di Pompei, regia di Natale Montillo (1952)
- Saluti e baci, regia di Maurice Labro e Giorgio Simonelli (1953)
- Ci troviamo in galleria, regia di Mauro Bolognini (1953)
- Canzone appassionata, regia di Giorgio Simonelli (1953)
- Dieci canzoni d'amore da salvare, regia di Flavio Calzavara (1953)
- Il nostro campione, regia di Vittorio Duse (1955)
- La ragazza di Via Veneto, regia di Marino Girolami (1955)
- Dramma nel porto, regia di Roberto Bianchi Montero (1956)
- Cantando sotto le stelle, regia di Marino Girolami (1956)
- San Remo canta, regia di Domenico Paolella (1956)
- Serenata al vento, regia di Luigi Latini De Marchi (1956)
- Accadde di notte, regia di Gian Paolo Callegari (1956)
- Il sole tornerà, regia di Ferdinando Merighi (1957)
- Adónde van nuestros hijos?, regia di Benito Alazraki (1958)
- Destinazione Sanremo, regia di Domenico Paolella (1959)
- Napoli è tutta una canzone, regia di Ignazio Ferronetti (1959)
- La mandragola, regia di Alberto Lattuada (1965)
- Una ragazza di Praga, regia di Sergio Pastore (1969)
- Melodrammore, regia di Maurizio Costanzo (1978)

## Doppiatrici italiane
- Lydia Simoneschi in Ci troviamo in galleria, Canzone appassionata[20]
- Adriana De Roberto in Il sole tornerà
- Gianna Piaz in La mandragola